# ゲギェ県
ゲギェ県（ゲギェけん）は中華人民共和国チベット自治区ガリ地区に位置する県。

## 行政区画
1鎮、4郷を管轄：
- 鎮：ゲギェ鎮（革吉鎮）
- 郷：雄巴郷、亜熱郷、塩湖郷、文布当桑郷